# العلاقات السنغالية الغامبية
العلاقات السنغالية الغامبية هي العلاقات الثنائية التي تجمع بين السنغال وغامبيا.

## مقارنة بين البلدين
هذه مقارنة عامة ومرجعية للدولتين:
| وجه المقارنة                                              | السنغال                                              | غامبيا       |
| --------------------------------------------------------- | ---------------------------------------------------- | ------------ |
| المساحة (كم2)                                             | 196.72 ألف                                           | 11.30 ألف    |
| عدد السكان (نسمة)                                         | 15.85 مليون                                          | 2.10 مليون   |
| الكثافة السكانية (ن./كم²)                                 | 80.57                                                | 185.84       |
| العاصمة                                                   | داكار                                                | بانجول       |
| اللغة الرسمية                                             | لغة فرنسية، اللغة الولوفية، باديارا ‏، اللغة البلنتية | لغة إنجليزية |
| العملة                                                    | فرنك غرب أفريقي                                      | دالاسي غامبي |
| الناتج المحلي الإجمالي (بليون دولار)                      | 16.37 مليار                                          | 1.01 مليار   |
| الناتج المحلي الإجمالي (تعادل القوة الشرائية) بليون دولار | 36.62 مليار                                          | 3.34 مليار   |
| الناتج المحلي الإجمالي الاسمي للفرد دولار أمريكي          | 899                                                  | 471          |
| الناتج المحلي الإجمالي للفرد دولار أمريكي                 | 2.33 ألف                                             |              |
| مؤشر التنمية البشرية                                      | 0.466                                                | 0.441        |
| رمز المكالمات الدولي                                      | +221                                                 | +220         |
| رمز الإنترنت                                              | .sn                                                  | .gm          |
| المنطقة الزمنية                                           | 00                                                   | 00           |

## مدن متوأمة
في ما يلي قائمة باتفاقيات التوأمة بين مدن سنغالية وغامبية:
- ترتبط Joal-Fadiouth [الإنجليزية]‏ مع بانجول باتفاقية توأمة.
- ترتبط يوف الكبرى مع بانجول باتفاقية توأمة.

## منظمات دولية مشتركة
يشترك البلدان في عضوية مجموعة من المنظمات الدولية، منها:
| علم المنظمة | اسم المنظمة                                                | تاريخ انضمام السنغال | تاريخ انضمام غامبيا |
| ----------- | ---------------------------------------------------------- | -------------------- | ------------------- |
|             | البنك الإفريقي للتنمية                                     | ?                    | ?                   |
|             | منظمة التعاون الإسلامي                                     | ?                    | ?                   |
|             | منظمة الشرطة الجنائية الدولية                              | ?                    | ?                   |
|             | الاتحاد البريدي العالمي                                    | ?                    | ?                   |
|             | الاتحاد الأفريقي                                           | ?                    | ?                   |
|             | العملية المشتركة للاتحاد الأفريقي والأمم المتحدة في دارفور | ?                    | ?                   |
|             | منظمة التجارة العالمية                                     | ?                    | ?                   |
|             | مؤسسة التنمية الدولية                                      | 31 أغسطس 1962        | 18 أكتوبر 1967      |
|             | مؤسسة التمويل الدولية                                      | 31 أغسطس 1962        | 19 سبتمبر 1983      |
|             | منظمة حظر الأسلحة الكيميائية                               | ?                    | ?                   |
|             | الأمم المتحدة                                              | 28 سبتمبر 1960       | 21 سبتمبر 1965      |
|             | الاتحاد الدولي للاتصالات                                   | 15 نوفمبر 1960       | 27 مايو 1974        |
|             | البنك الدولي للإنشاء والتعمير                              | 31 أغسطس 1962        | 18 أكتوبر 1967      |
|             | مجموعة دول أفريقيا والكاريبي والمحيط الهادئ                | ?                    | ?                   |
|             | المركز الدولي لتسوية المنازعات الاستشارية                  | 21 مايو 1967         | 26 يناير 1975       |
|             | وكالة ضمان الاستثمار متعدد الأطراف                         | 12 أبريل 1988        | 11 سبتمبر 1992      |
|             | يونسكو                                                     | 10 نوفمبر 1960       | 1 أغسطس 1973        |

## وصلات خارجية
- موقع وزارة الخارجية السنغالية
- موقع وزارة الخارجية الغامبية